# Šalovci (gmina Šalovci)
Šalovci – wieś w Słowenii, w gminie Šalovci. W 2018 roku liczyła 395 mieszkańców.